# Meister von Uttenheim
Als Meister von Uttenheim (auch Meister der Uttenheimer Tafel) wird ein gotischer Maler aus der Mitte des 15. Jahrhunderts bezeichnet. Der namentlich nicht bekannte Künstler war in Südtirol in  Brixen tätig und erhielt seinen Notnamen nach seinem Hauptwerk, einem aus der Pfarrkirche in Uttenheim erhalten gebliebenen Tafelbild eines Marienaltars. Das Werk befindet sich heute in der Österreichischen Galerie Belvedere in Wien.

## Stil
Der Meister von Uttenheim ist beeinflusst von der Sicht auf Details und Suche nach neuer perspektivischer Darstellung, wie sie sich schon vor seiner Zeit in der niederländischen Malerei entwickelt hatte. Weiter zeigt er italienische Einflüsse. Es wird vermutet, dass er mit einem anderen bekannten Maler in Tirol,  Michael Pacher, zusammengearbeitet hat. Jedoch ist die Form der Zusammenarbeit bisher nicht zu klären. Er ist wohl erst spät mit ihm zusammengetroffen.

## Werke (Auswahl)
- Thronende Maria mit den Hll. Margarethe und Barbara (Vorderseite); Schmerzensmann in Rankenornament (Rückseite), Teil des ehemaligen Hochaltars der Pfarrkirche in Uttenheim (Südtirol), um 1460/70, Belvedere, Wien, Inv. Nr. 4856
- Christus am Ölberg, um 1470/80, Belvedere, Wien, Inv. Nr. 4858

Weiters werden dem Meister von Uttenheim z. B. zwei Altäre für Kloster Neustift zugeschrieben.